# 김원재 (축구 선수)
김원재(한국 한자: 金源宰, 1983년 10월 8일 ~ )는 대한민국의 전 축구 선수이며, 포지션은 수비수였다.